# Zespół Millera-Diekera
Zespół Millera i Diekera (ang. Miller-Dieker syndrome) – zespół wad wrodzonych spowodowany delecją prążka 13.3 krótkiego ramienia 17 chromosomu. Zespół przebiega z gładkomózgowiem (lissencephalia), mikrocefalią, wadami układu sercowo-naczyniowego, nerek, przewodu pokarmowego, opóźnieniem umysłowym i cechami dysmorficznymi twarzy (hipoplazja jej środkowej części, krótki i zadarty nos, mikrognacja). Zespół opisali niezależnie od siebie J.Q. Miller oraz H. Dieker i wsp..